# Gustav Schreiner
Gustav Schreiner (11. června 1847 Nemilkov – 14. června 1922 Horní Staňkov) byl sudetoněmecký politik z Čech, aktivní v rakousko-uherském, respektive předlitavském politickém životě, člen Německé agrární strany, v letech 1908–1910 německý ministr-krajan ve vládě Richarda Bienertha.

## Biografie
Vystudoval práva na Karlo-Ferdinandově univerzitě v Praze. V roce 1870 zde získal titul doktora práv. Pracoval u svého strýce, dvorního rady Emanuela rytíře von Forstera, na postu notářského kandidáta. V období let 1876–1897 měl soukromou advokátní kancelář v Nýrsku, později (od roku 1896) v Plzni. Od roku 1890 pobýval na rodinném statku v Horním Staňkově a vedl zemědělské hospodářství. Byl aktivní i ve veřejném a politickém životě. Profiloval se jako obhájce zájmu německy mluvících obyvatel jihozápadních Čech. Podílel se na založení německé organizace Deutscher Schulverein, která podporovala německé školství, a byl jedním ze zakladatelů Německého zemědělského ústředního svazu pro Čechy (Deutscher landwirtschaftlicher Zentralverband für Böhmen). Angažoval se ve stavovských a později politických organizacích sudetoněmeckých zemědělců. Byl členem Německé agrární strany. Měl ale širší kontakty na německé národně-liberální kruhy.
V zemských volbách v Čechách roku 1895 byl zvolen na Český zemský sněm, kde patřil k liberálnímu německému táboru. Ve volbách do Říšské rady roku 1907 se stal poslancem Říšské rady (celostátní parlament), kam byl zvolen za okrsek Čechy 105. Usedl do poslanecké frakce Německý národní svaz (Deutscher Nationalverband), v jejímž rámci byl členem Německé agrární strany. Opětovně byl zvolen za týž obvod i ve volbách do Říšské rady roku 1911 a ve vídeňském parlamentu setrval do zániku monarchie.
Vrchol jeho politické kariéry nastal počátkem 20. století, kdy se za vlády Richarda Bienertha stal německým ministrem-krajanem. Funkci zastával v období 15. listopadu 1908 – 22. února 1910.
Jako předák německého hnutí v Čechách byl trvalým politickým oponentem českých národovců. Výrazně proti němu vystupoval Karel Kramář, mezi oběma dokonce téměř došlo k souboji. Za první světové války zastával post viceprezidenta Vyživovací rady (Ernährungsrat) ve Vídni. Po vzniku Československa se angažoval v neúspěšných snahách docílit odtržení etnicky převážně německých oblastí českých zemí a jejich připojení k Rakousku. Národní listy po jeho úmrtí napsaly, že „nebylo houževnatějšího germanisátora nad něho.“
Jeho švagrem byl politik a okresní starosta v Hartmanicích August Ziegler.